# Jan Drzewiecki (powstaniec styczniowy)
Jan Drzewiecki (ur. ok. 1829, zm. ?) – oficer kozaków sułtańskich, w czasie powstania styczniowego był dowódcą plutonu w 2 Pułku Jazdy Ruskiej.